# Мотозавозня

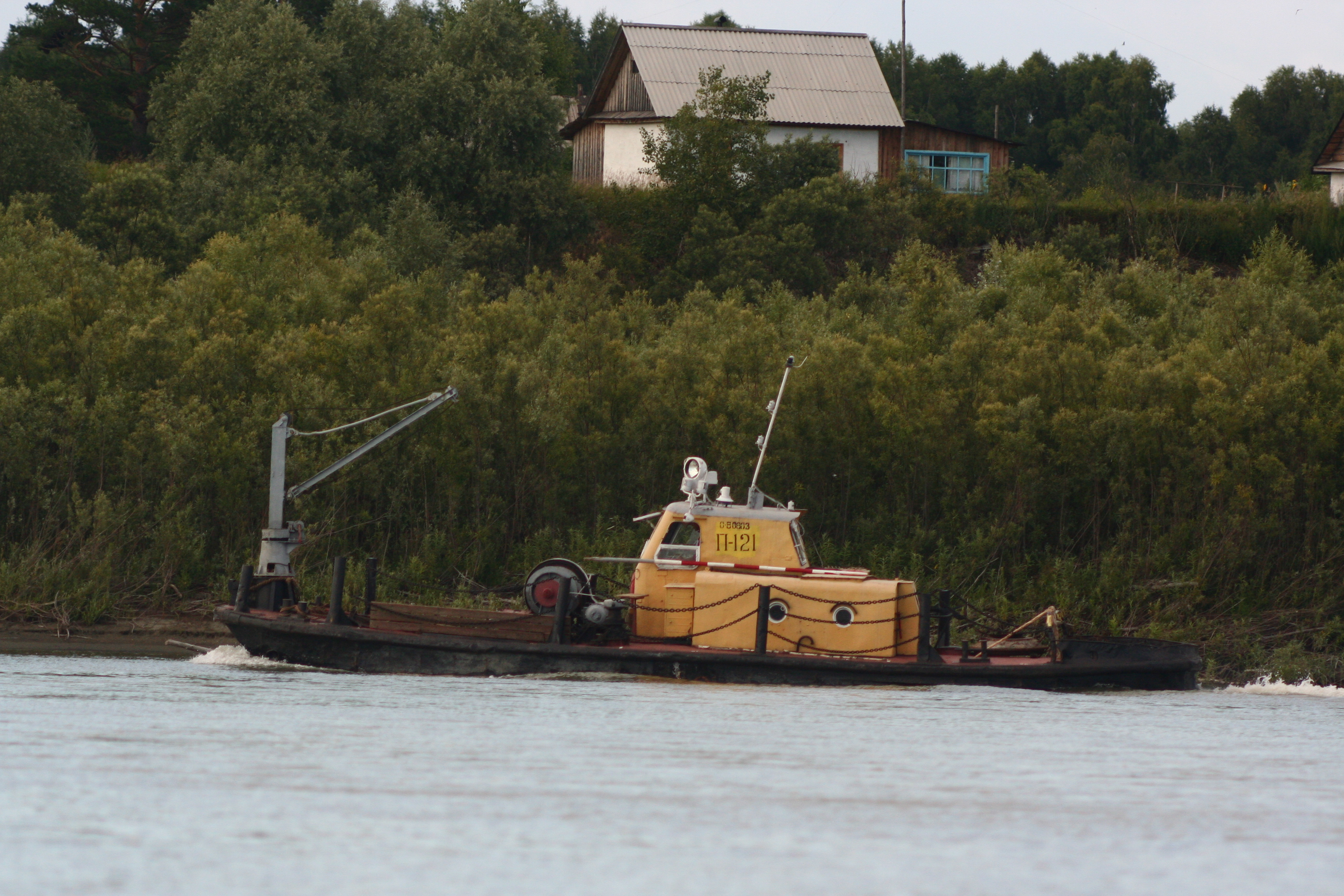
Мотозавозня землесосного снаряда

Моторизированная завозня (мотозавозня) — вспомогательное судно, осуществляющее подъем, перекладку и завозку рабочих якорей земснарядов, плавучих причалов, доков и других несамоходных судов.
У рефулерных земснарядов с помощью мотозавозни осуществляется перекладка плавучего грунтопровода.
Мотозавозня оснащается грузоподъемным механизмом подъема и опускания якоря, буксирной лебедкой. Тоннаж и мощность мотозавозни зависят от водоизмещения обслуживаемого несамоходного судна. 
В СССР выпускались мотозавозни мощностью от 40 кВт, до 300 кВт. Для работы с крупными земснарядами и плавдоками в мотозавозни переоборудовались речные и морские буксиры мощностью до 2000 кВт.